# Xã Ulen, Quận Clay, Minnesota
Xã Ulen (tiếng Anh: Ulen Township) là một xã thuộc quận Clay, tiểu bang Minnesota, Hoa Kỳ. Năm 2010, dân số của xã này là 174 người.